# Suharivka, Narodîci
Suharivka (în ucraineană Сухарівка) este localitatea de reședință a comunei Suharivka din raionul Narodîci, regiunea Jîtomîr, Ucraina.

## Demografie
Componența lingvistică a localității Suharivka
     Ucraineană (97,45%)
     Română (1,02%)
     Alte limbi (0,51%)
Conform recensământului din 2001, majoritatea populației localității Suharivka era vorbitoare de ucraineană (97,45%), existând în minoritate și vorbitori de română (1,02%).